# Савінов Борис Григорович
Савінов Борис Григорович (24 квітня 1903 — 21 вересня 1975), інженер-хімік родом з Сибіру.
У 1925 році закінчив Київський Політехнічний Інститут. З 1925 працював у різних наукових інститутах Києва. З 1959 завідував катедрою в Київському інституті народного господарства. Понад 100 друкованих праць з ділянок кристалізації у цукрової промисловості, хімії харчових виробництв та каротину.